# Sweep (Sport)
Der Sweep (englisch für „fegen, wegwischen, abräumen“) ist ein Fachbegriff im Sport, der vor allem mit Bezug zu US-amerikanischen Sportarten Anwendung findet und einen glatten Sieg in einer Serie von Spielen ohne eigene Niederlage (Zu-Null-Sieg) beschreibt – beispielsweise den Gewinn in einer Best-of-Five-Serie mit 3:0 Siegen, oder in einer Best-of-Seven-Serie mit 4:0 Siegen. Der Gegner wird dadurch „gesweept“, also aus dem Wettbewerb „gefegt“. Bei einem Podium sweep gehen alle Podiumsplätze/Medaillen an eine Nation/Team.
Darüber hinaus nennt sich eine Art von Spielzügen im American Football Sweep. Hier bedeutet ein Sweep ein Laufspielzug über die äußere Bahn. Der Ballträger läuft dabei eine Kurve, „fegt“ also über die Hälfte des Platzes. Um Verwechslungen zu vermeiden, nennt man den Sweep im o. g. Sinne manchmal auch Shutout oder „blow out“.